# Línea C-2 (Cercanías Murcia/Alicante)
La línea C-2 de Cercanías Murcia/Alicante recorre 118 km a lo largo de las provincias de Murcia y Almería, Andalucía (España) entre las estaciones de Murcia del Carmen y Águilas. Da servicio a los municipios de Murcia, Alcantarilla, Librilla, Alhama de Murcia, Totana, Lorca, Puerto Lumbreras, Pulpí y Águilas.
Desde el 1 de octubre de 2021, debido a las obras de la línea de Alta Velocidad Murcia-Lorca-Almería, el servicio de la línea se encuentra suspendido. Se ha habilitado un plan alternativo de transportes en las estaciones afectadas.

## Historia
La línea C-2 tiene su origen en el llamado Ferrocarril del Almanzora que unía las ciudades de Murcia y Granada. Fue inaugurado en 1885.
Hasta la nacionalización por parte del Estado, a favor de RENFE, fue construido y explotado por la empresa de capital inglés The Great Southern of Spain Railway Company Limited. En ese momento era una línea eminentemente mercante transportando esparto, mineral de hierro y mármol de las cercanas canteras de Macael.
El 1 de enero de 1985 se cerró al tráfico el ferrocarril del Almanzora entre Guadix y Almendricos mientras que el resto de la línea siguió en uso convirtiéndose en la línea C-2 de Cercanías Murcia/Alicante.

## Recorrido
La línea parte de Murcia por el trazado común de la línea Chinchilla-Cartagena y la línea Murcia-Águilas hasta la vecina localidad de Alcantarilla, donde tiene la primera estación (Alcantarilla-Los Romanos) y se separan las dos líneas ferroviarias continuando la C-2 por la línea Murcia-Águilas, de vía única no electrificada.
Tras dejar atrás Alcantarilla, la línea se sitúa en paralelo a la Autovía del Mediterráneo, con estaciones en los municipios de Librilla, Alhama de Murcia, Totana y la pedanía de La Hoya (Lorca), situadas siempre en el extremo de los cascos urbanos.
A continuación la línea entra en el casco urbano de Lorca, con dos estaciones, San Diego y Sutullena. En esta última la mayoría de los trenes acaban o empiezan su recorrido.
Tras abandonar el casco urbano de Lorca se aleja de la Autovía del Mediterráneo la línea y tiene la siguiente estación en el término municipal de Puerto Lumbreras a 3 km del casco urbano. Unos km más adelante vuelve al término municipal de Lorca y llega a la pedanía de Almendricos, donde la línea se bifurca, por una parte está la vía del antiguo ferrocarril del Almanzora a Granada hoy sin servicio y por otra la vía hacia Águilas que sigue la línea C-2.
Dicha vía se introduce en la provincia de Almería durante unos km para dar servicio a Pulpí con dos estaciones, una en el pueblo y otra en Pilar de Jaravía. Pasado este tramo, la línea vuelve a la provincia de Murcia y entra en Águilas, con dos estaciones, Águilas-El Labradorcico y Águilas, donde acaba la línea.
En un futuro todo esto discurrira por vías electrificadas de ancho internacional desde Murcia del Carmen hasta Lorca San Diego en la primera fase, siendo la segunda hasta Aguílas, terminando esta línea en Almería pero sin Cercanías perteneciente a la línea C2

## Frecuencias
Actualmente ya no ciruculan trenes en esta línea, al estar en obras, en un futuro se prevé que haya un tren cada 15/30 minutos.

## Material móvil
Hasta el cambio de ancho, el material móvil de la línea eran los automotores diésel de la serie 592, y ocasionalmente trenes de Media Distancia de la serie 599.
Se desconoce el nuevo material móvil que usará tras su reapertura, aunque los pocos trenes de la flota actua que son de ancho UIC y aptos para Cercanías/MD son de las series 104, 114 y 121 y 449.